# 武德律
《武德律》是唐朝高祖武德年间制定并颁布的律令。
武德元年（618年），唐高祖命裴寂等修订律令，十一月颁布“五十三条格”。四年，又命裴寂、萧瑀、崔善为等十五人撰定律令，于七年（624年）完成并颁布，史称《武德律》。共十二篇，五百条。它基本上“以《开皇》为准”、“除其苛细五十三条”，附上新颁布的“五十三条格”，“他无所改正”。同时制定的还有《武德令》三十卷、《武德式》十四卷。

## 附註
1. ↑  《旧唐书·高祖本纪》與《新唐书·刑法志》作武德二年。